# Raúl Moneta
Raúl Juan Pedro Moneta Lucini (Buenos Aires, Argentina, 13 de julio de 1944-6 de junio de 2019) fue un abogado, escribano, banquero y empresario argentino.
En enero de 2010, en sociedad con el empresario Matías Garfunkel Madanes (BGH) y el empresario y conductor de televisión Marcelo Tinelli (Ideas del Sur), compró las tres grandes emisoras FM que el grupo mexicano CIE tenía en la Argentina: Rock & Pop, Metro y Blue, junto con las AM Splendid y Belgrano, y las FM San Isidro Labrador, Villa La Angostura, Ostende, Metro y Rock & Pop Mar del Plata.
Moneta fue el «padrino» político de Daniel Hadad, con quien creó una estrecha relación de negocios. Moneta ha sido acusado varias veces de corrupto y de participar en operaciones de lavado de dinero.

## Biografía

### Antecedentes
Moneta fue asesor del banco de inversión Merril Lynch.

### Compañía Financiera República S.A.
Fundada a fines de 1977 por Raúl Juan Pedro Moneta, su padre, el escribano Raúl Adolfo Moneta, su tío Benito Jaime Lucini y Jorge Enrique Rivarola. Lucini y Rivarola, eran miembros del directorio de Acindar y de la metalúrgica Lucini y Cía. SACIyF, que fue a la quiebra en 1981.
La Compañía Financiera República comenzó a funcionar en una pequeña oficina en Perú 367, un edificio de la familia Lucini. Benito Lucini fue designado presidente, Moneta padre ocupó la vicepresidencia primera, y en el directorio figuraba Marcelo Cambiaso, casado con Claudia Lucini, hija de Benito Lucini. Marcelo Cambiaso es tío del polista Adolfo Cambiaso.

### Cabaña «La República»
El banquero Guido Guelar, hermano del exembajador Diego Ramiro Guelar, era dueño de una imponente estancia de tres mil hectáreas en Luján, provincia de Buenos Aires, llamada «La Chocita». Antes de fugarse de la justicia argentina el 19 de febrero de 1987, Guelar vendió (o transfirió) la estancia a Moneta, quien curiosamente la rebautizó con dos nombres: «Estancia Villamaría» y «Estancia La República».'
En esta estancia, Moneta creó otro de sus grandes emprendimientos: La cabaña ganadera y haras «La República». En honor a Moneta y a la grata experiencia que vivió en su estancia, el famoso folklorista argentino Horacio Guarany compuso la canción Pa´ Don Raúl.

### Medios de comunicación
Durante su vida Moneta participó como creador de distintos medios de comunicación (Los que el grupo mexicano CIE tenía en la Argentina: Rock & Pop, Metro y Blue, junto con las emisoras AM Splendid y Belgrano, y las emisoras FM San Isidro Labrador, Villa La Angostura, Ostende, Metro y Rock & Pop Mar del Plata.45) exceptuando Diario Popular donde no tuvo nada que ver.

## Sospechas de corrupción

### Relación con Daniel Vila y José Luis Manzano
En su página personal, el periodista Luis Balaguer presenta su libro Citibank vs Argentina, con numerosas denuncias contra Moneta vinculadas con la corrupción en la Argentina (y describe también la corrupción generalizada en el país en muchos casos), y en particular en la Provincia de Mendoza.
Se ha cuestionado[¿según quién?] también la sospechosa relación de negocios de Moneta con el multimedios Grupo Uno y sus respectivos dueños, el controvertido empresario Daniel Vila y el expolítico menemista (devenido en empresario) José Luis Manzano: se le conocen sus primeras conexiones con Manzano y Vila cuando comenzó con inversiones en la provincia cuyana hacia fines de los años ochenta (por entonces compró el hotel Termas de Cacheuta y luego muchas fincas), pero su principal interés estuvo depositado en el Banco de Mendoza. 
Coincidente con la crisis que afectaba a la mayor parte de las bancas provinciales, el entonces gobernador justicialista Rodolfo Gabrielli (1991-1995) lanzó el proceso de privatización de la entidad, que iba a ser fusionada con el Banco de Previsión Social de Mendoza. Ese paquete fue finalmente adquirido por el Banco República, de Moneta, en 1996, durante la gestión de  Arturo Lafalla (1995-1999). Esto lo hizo en sociedad con Magna Inversora, integrada, entre otros, por Daniel Vila, Héctor López (supermercados Metro), Ernesto Pérez Cuesta (Mendoza Plaza Shopping) y Jacques Matas (Industrias Matas). Estos hombres, junto con Enrique Pescarmona (IMPSA), crearon en los años noventa el poderoso Consejo Empresario Mendocino (CEM). Estuvo imputado en una causa que investigó un presunto fraude al Banco Central, y se ordenó reabrir la pesquisa relativa a una supuesta «asociación ilícita» que funcionó en el ex Banco República, desde donde se habría llevado a la quiebra al Banco de Mendoza y obtenido fraudulentos beneficios económicos.
En aquel holding tiene participación el exministro Manzano, quien había procurado que el ya fallecido cubano anticastrista Jorge Mas Canosa (cuyo hijo es parte del Grupo Vila-Manzano) inyectase capitales en los negocios de Vila. 
En el Justicialismo admitieron que para comprar la banca oficial de Mendoza, Moneta recibió una ayuda del gobierno menemista y del naranjismo (corriente interna del PJ local ideada por José Bordón, a la que respondían Gabrielli y Lafalla, luego distanciados).